# Ategumia adipalis
Ategumia adipalis is een vlinder uit de familie van de grasmotten (Crambidae), uit de onderfamilie van de Spilomelinae. De wetenschappelijke naam van deze soort is voor het eerst voorgesteld als Botys adipalis door Julius Lederer in een publicatie uit 1863.

## Verspreiding
De soort komt voor op de Andamanen, in Indonesië (Ambon, West-Papoea), China (Guangdong, Hainan), Taiwan, Japan en Australië.

## Ondersoorten
- Ategumia adipalis adipalis (Lederer, 1863)
- Ategumia adipalis kwantungialis (Caradja, 1925)
- Ategumia adipalis nigromarginalis (Caradja, 1925)